# Остринський Петро Петрович
Петро Петрович Остринський (нар. 3 вересня 1956) — український волейболіст, Майстер спорту України. Учасник Літніх Паралімпійських ігор 2016 року.
Займається у секції волейболу Київського регіонального центру «Інваспорт».
Посів 4 місце у чемпіонаті Європи (чоловіки) 2015 року у м. Варендорф (Німеччина).
Очолює Ірпінське міське Управління Державної казначейської служби України.